# セマングム浦項高速道路支線
セマングム浦項高速道路支線（セマングムポハンこうそくどうろしせん）は、大韓民国の高速国道（高速道路）であるセマングム浦項高速道路（20号線）の支線である。2025年現在、二つの路線が支線として名称の区別なく指定されているものの、開通区間は204号線のみとなっている。

## 202号線
202号線のセマングム浦項高速道路支線は、慶尚北道浦項市北区杞溪面から興海邑まで至る予定の高速道路である。浦項新港の接続高速道路として、1999年の構想当時は仮称「杞溪～新港湾高速道路」であり、民間による整備を検討していた。2002年12月5日正式に高速国道202号益山浦項高速道路支線と新規指定されたものの、2025年現在まで事業化に至っていない。なお、2022年2月4日告示された第2次高速道路建設計画では「交通物流支援のための高速道路建設」に含まれ、全長22.8キロ・総事業費1兆2379億ウォンで民間ではなく国による財政事業としての整備方針になっている。

## 204号線
204号線のセマングム浦項高速道路支線は、全北特別自治道益山市から完州郡まで至る高速道路である。元は2007年開通した本線（当時の名称益山浦項高速道路）の一部であったが、2018年セマングムの延伸が決まり、益山市から完州郡まで至る区間を新たな支線として分離させた。

### 路線データ
- 起点：全北特別自治道益山市王宮面（益山JCT）
- 終点：全北特別自治道完州郡上関面（仮称・上関JCT）
  - 2025年現在、ジャンクションは整備中であり、そのままセマングム浦項高速道路本線と繋がっている。
- 全長：24.5 km
- 管理会社：韓国道路公社
- 制限最高速度：100 km/h
- 制限最低速度：50 km/h
- 車線数：全区間4車線

## 歴史
- 1997年8月27日 高速国道26号益山長水高速道路を新たに指定[4]
- 2001年8月25日 高速国道路線指定令改正により、高速国道26号、27号の一部、27の2号を合併、高速国道20号益山浦項高速道路として指定[5]
- 2002年12月5日 高速国道202号益山浦項高速道路支線と新規指定[2]
- 2007年12月13日 益山JCT～長水IC間開通[6]
- 2018年10月1日 高速国道20号益山浦項高速道路を高速国道20号セマングム浦項高速道路に改称し、起点を全北特別自治道金堤市まで延伸。これにより開通済み区間の中、益山JCT～仮称・上関JCT間を新規指定の高速国道204号セマングム浦項高速道路支線として分離。高速国道202号の名称も本線に合わせ、セマングム浦項高速道路支線と変更[7]

## 道路状況

### 交通量
24時間交通量（台） 交通量統計年報（随時統計）
| 区間             | 2010年 | 2015年 | 2020年 | 2023年 |
| ---------------- | ------ | ------ | ------ | ------ |
| 益山JCT - 完州IC | 13,906 | 31,314 | 31,457 | 35,471 |
| 完州IC - 完州JCT | 10,794 | 26,503 | 34,582 | 38,450 |
| 完州JCT - 所陽IC | 10,794 | 9,849  | 12,852 | 15,413 |

## インターチェンジなど

### 204号線
- 施設名欄の背景色が     である部分は施設が供用されていない、または完成していないことを示す。
- 全区間全北特別自治道所在。

| IC 番号                                      | 施設名          | 施設名             | 接続路線名                           | 起点 から (km) | 備考                 | 所在地 | 所在地 |
| -------------------------------------------- | --------------- | ------------------ | ------------------------------------ | -------------- | -------------------- | ------ | ------ |
| 1                                            | 益山JCT         | 익산 분기점        | 高速国道25号湖南線                   | 0.0            |                      | 益山市 |        |
| 2                                            | 完州IC          | 완주 나들목        | 国道17号（完州路）                   | 7.6            |                      | 完州郡 |        |
| 2-1                                          | 完州JCT         | 완주 분기점        | 高速国道27号順天完州線               | 10.3           |                      | 完州郡 |        |
| SA                                           | 完州駐車場      | 완주 주차장        |                                      | 12.4           | サービスエリア予定地 | 完州郡 |        |
| 3                                            | 所陽IC          | 소양 나들목        | 国道26号（全鎮路）                   | 16.5           |                      | 完州郡 |        |
|                                              | 上関JCT（仮称） | 상관 분기점 (가칭) | 高速国道20号セマングム浦項線（連結） | 24.5           | 事業中               | 完州郡 |        |
| 事業中 セマングム浦項高速道路 鎮安・長水方面 |                 |                    |                                      |                |                      |        |        |